# Giovanna I d'Angiò, regina di Napoli
Pour plus de détails, voir Fiche technique et Distribution.
Giovanna I d'Angiò, regina di Napoli (littéralement : Jeanne d'Anjou, reine de Naples) est un film italien réalisé par la soprano Gemma Stagno Bellincioni en 1920.
Ce film muet en noir et blanc met en scène Jeanne d'Anjou, reine de Naples de 1343 à 1382, interprétée par la réalisatrice Gemma Stagno Bellincioni.

## Synopsis
Dans le royaume de Naples, au XIVe siècle. La reine Jeanne d'Anjou, qui cherche à se débarrasser de son mari André de Hongrie pour épouser son amant Louis de Tarente, finit par organiser son assassinat, suscitant la colère de son beau-frère, le roi Louis Ier de Hongrie, qui intervient dans le sud de l'Italie à la tête d'une armée…

## Fiche technique
- Titre original : Giovanna I d'Angiò, regina di Napoli
- Réalisation : Gemma Stagno Bellincioni
- Chef opérateur : Arturo Gallea, Ercole Taddei
- Société de production : Bellincioni Film, Roma
- Pays d'origine :  Royaume d'Italie
- Langue : italien
- Format : Noir et blanc – 1,33:1 – 35 mm – Muet
- Genre : Drame historique
- Longueur de pellicule : 2 645 m (7 bobines)
- Année : 1920
- Dates de sortie :
  -  Royaume d'Italie : septembre 1920

## Distribution
- Gemma Stagno Bellincioni : Giovanna I d'Angiò
- Alfredo Campioni
- Lea Campioni
- Signora Cei
- Beppo Corradi
- Guido Guiducci
- Giuseppe Majone Diaz
- Ignazio Mascalchi
- Augusto Mastripietri
- Armando Novi
- Lucio Sarteno
- Renato Stella